# Blechnum nudius
Blechnum nudius är en kambräkenväxtart som beskrevs av Edwin Bingham Copeland. Blechnum nudius ingår i släktet Blechnum och familjen Blechnaceae. Inga underarter finns listade.